# 維利奇卡
維利奇卡（波蘭語：Wieliczka）是位於波蘭南部的城市。維利奇卡在1975年至1998年期間屬克拉科夫省。1999年后，改屬小波蘭省。維利奇卡鹽礦就位於這裡，是世界歷史最長的鹽礦之一（維利奇卡附近的博赫尼亞的鹽礦歷史更長）。1978年，維利奇卡鹽礦被列入世界文化遺產。城市始建于1290年。在歷史上礦業十分發達。

## 外部連結
- 维基导游上有關Wieliczka的旅行指南
- Exhibition of Technique in Wieliczka
- Wieliczka County page （页面存档备份，存于）
- Wieliczka on Interactive map of Kraków
- Jewish Community in Wieliczka （页面存档备份，存于） on Virtual Shtetl